# Robert Hese
Robert Teodor Hese (ur. 1938) – polski psychiatra, dr hab. nauk medycznych, profesor Wyższej Szkoły Nauk Stosowanych w Rudzie Śląskiej.

## Życiorys
21 listopada 1973 obronił pracę doktorską Modyfikacje metodyczne w leczeniu chorych psychicznie śpiączkami atropinowymi, 8 czerwca 1999 habilitował się na podstawie pracy zatytułowanej Porównanie wyniku terapeutycznego u chorych z lekooporną depresją w przebiegu jednobiegunowych i dwubiegunowych zaburzeń afektywnych leczonych amitryptyliną, mianseryną i jednostronnymi wstrząsami elektrycznymi. 23 lutego 2011 nadano mu tytuł profesora w zakresie nauk medycznych.
Jest profesorem zwyczajnym w Wyższej Szkole Nauk Stosowanych w Rudzie Śląskiej, oraz był kierownikiem w Katedrze i Oddziale Klinicznym Psychiatrii na Wydziale Lekarskim z Oddziałem Lekarsko-Dentystycznym w Zabrzu Śląskim Uniwersytecie Medycznym w Katowicach.